# Lycaena coloradensis
Lycaena coloradensis är en fjärilsart som beskrevs av Gunder 1925. Lycaena coloradensis ingår i släktet Lycaena och familjen juvelvingar. Inga underarter finns listade i Catalogue of Life.